# دون كولز
دون كولز (بالإنجليزية: Don Coles)‏ (12 أبريل 1927 - 29 نوفمبر 2017)؛ شاعر، مترجم وروائي كندي.